# Erigorgus buccatus
Erigorgus buccatus là một loài tò vò trong họ Ichneumonidae.